# 나오미 캠벨
나오미 캠벨(영어: Naomi Campbell, 1970년 5월 22일 ~ )은 영국 출신의 모델, 배우, 가수이다.

## 생애
자메이카 태생의 무용수인 밸러리 모리스(Valerie Morris)의 딸로 태어났다. 어머니의 증언에 따르면 캠벨의 아버지는 당시 18세였던 밸러리 모리스와 생후 2개월이 된 나오미 캠벨을 남기고 떠났다고 한다. 출생 증명서에는 아버지의 이름이 기재되지 않았으며 캠벨과 캠벨의 어머니는 한동안 아버지의 정체성을 밝히지 않았다. 나오미 캠벨의 아버지는 중국계 자메이카인이라고 한다.
어머니가 유럽 각지를 순회하면서 유모 밑에서 성장했고 10세 때에 이탈리아 콘티 공연 예술 극장(Italia Conti Academy of Theatre Arts)에 입학한 뒤부터 발레를 전공했다. 7세 때였던 1978년에는 밥 말리의 노래 《Is This Love》의 뮤직비디오에 처음으로 출연했다. 12세 때에는 컬처 클럽의 노래 《I'll Tumble 4 Ya》의 뮤직비디오에서 탭댄서 역할을 맡았다.
1987년 12월에는 흑인으로는 최초로 《보그》(Vogue) 영국판의 표지 모델로 출연했다. 1990년에는 조지 마이클의 노래 《Freedom! '90》의 뮤직비디오에서 크리스티 털링턴, 린다 에반젤리스타, 신디 크로퍼드, 타탸나 파티츠와 함께 출연했다.
버버리, 돌체앤가바나, 루이비통, 프라다, 랄프 로렌, 펜디, 지방시, 베르사체, 이브 생로랑 등에서 광고 모델, 패션 쇼 모델로 출연했으며 6차례(1996년 ~ 1998년, 2002년 ~ 2003년, 2005년)에 걸쳐 빅토리아 시크릿 패션 쇼에 출연했다.

## 음반
정규 앨범
- 1994년: 《Baby Woman》

싱글 앨범
- 1991년: 《Cool as Ice (Everybody Get Loose)》 (바닐라 아이스)
- 1994년: 《Love and Tears》
- 1994년: 《I Want to Live》
- 1996년: 《La La La Love Song》 (쿠보타 토시노부)

## 출연 작품
영화
- 2018년: 《아이 필 프리티》 - 헬렌 역
- 2019년: 《하우스 오브 가르뎅》 - 본인 역 (다큐멘터리)

## 같이 보기
- 슈퍼모델